# Frontera entre els Estats Units i el Japó
La frontera entre els Estats Units i el Japó es completament marítima i es troba a l'oceà Pacífic. La línia de delimitació entre la zona econòmica exclusiva i la plataforma continental de les Illes Mariannes del Nord i del Japó es basa en l'equidistància d'acord amb el dret internacional, però no ha estat objecte d'un acord bilateral.
Farallon de Pajaros, l'illa més septentrional de les Illes Mariannes, està separada de l'illla Minami Iwo Jima a l'arxipèlag Ogasawara per una distància de 323 milles nàutiques. El límit teòric passa per una mitjana de 200 milles d'aquests dos punts.